# Erythroxylum parishii
Erythroxylum parishii là một loài thực vật có hoa trong họ Erythroxylaceae. Loài này được (Hook.f.) ined. mô tả khoa học đầu tiên..